# Цахкашен (Мартакерт)
Цахкашен (вірм. Ծաղկաշեն) — село у Мартакертському районі Нагірно-Карабаської Республіки. Село розташоване за 8 км на південний захід від міста Мартакерта, на захід від села Неркін Оратаг, на південь від села Мохратаг, на схід від села Кусапат та на північ від села Вардадзор.